# Finning International
Finning International Inc. o más conocida simplemente como Finning CAT es una empresa fundada por Earl B. Finning. Es además la principal distribuidora oficial de Caterpillar y la más antigua contando con más de 90 años desde su creación, siendo esta pionera en el rubro. Su sede principal se ubica en Vancouver, British Columbia (Canadá).

## Historia
En el año 1928, un joven llamado Earl B. Finning tuvo una brillante idea que lo hizo renunciar a su cargo como vendedor de maquinaría en la empresa Caterpillar de California en Estados Unidos, emigrando hacía la provincia de Columbia Británica en Canadá, donde se instaló en la ciudad de Vancouver con un negocio de venta y servicios de varios tipos de maquinaría pesada, consiguiendo en 1933 que la empresa en la que trabajó 5 años atrás (Caterpillar) lo contratará nuevamente pero esta vez como representante oficial de la marca en dicho país. Dando inicio así a Finning Tractor Equipment Co. Ltd.
Earl B. Finning siempre tuvo la idea de que suministrar un servicio de repuestos, de la mano con un servicio técnico profesional y eficiente era la clave para conseguir una mayor productividad de los equipos. Por ende, desde que inició su negocio, su lema fue: "Damos servicio a lo que vendemos", lo que le permitió establecer una amplia red de sucursales en toda la provincia.
Después de la guerra, Finning logró una activa participación en el desarrollo de Columbia Británica, aportando grandes cantidades de equipos.
En 1965, Earl B. Finning fallece, dejando el control de su empresa a su familia, la cual consiguió que en los últimos años de la década la empresa tuviera más de 1000 empleados y gran presencia en la provincia, además de una nueva casa matriz y centro técnico en la ciudad de Vancouver.
En la época de los '70, al ver la gran demanda de sus servicios para el desarrollo, implementaron equipos Caterpillar para satisfacer los requerimientos de estos. Por lo cual Finning se convirtió en uno de los principales fabricantes de los productos destinados al rubro forestal.
El mayor cambio ocurrió en la década de los '80, cuando Finning se convirtió en una empresa internacional, al adquirir los derechos de representar a Caterpillar en Inglaterra, Escocia y Gales.
En 1986 Finning pasó a ser una sociedad anónima abierta, con una nueva razón social Finning Limited, pero en 1989 fue cuando la empresa creció nuevamente tras adquirir la representación de Caterpillar en la provincia canadiense de Alberta.

## Perfil
Finning International Inc. es representante y socio directo con Caterpillar. Esta empresa proporciona servicios en equipos, a empresas en todo el mundo, en rubros tales como la minería, construcción, energía, forestal y manejo de materiales para las industrias. Proporciona estas soluciones a través de opciones de venta, alquiler, reparación, mantenimiento oficial y financiamiento de los productos que ofrece la empresa.

## Ubicación
Finning Internacional se divide en los siguientes equipos de operación:
- Finning Canadá (FINCA): Canadá.
- Finning Sudamérica (FINSA): Chile, Argentina, Uruguay y Bolivia.
- Finning Reino Unido e Irlanda (FINUKI): Inglaterra, Escocia, Gales e Irlanda.